# Cestraeus
Cestraeus là một chi cá đối trong họ Mugilidae, được tìm thấy trong các con sông ở châu Á và châu Đại Dương.

## Các loài
Hiện nay người ta công nhận 3 loài thuộc về chi này
- Cestraeus goldiei (W. J. Macleay, 1883) - Cá đối sông Goldie. Có tại Philippines về phía nam tới New Caledonia.
- Cestraeus oxyrhyncus Valenciennes, 1836 - Cá đối sông mũi nhọn. Có trong khu vực từ Indonesia về phía đông tới Fiji; về phía bắc tới Philippines và về phía nam tới New Caledonia.
- Cestraeus plicatilis Valenciennes, 1836 - Cá đối sông có thùy. Sinh sống trong khu vực Celebes, New Caledonia, New Hebrides, Fiji. Cũng ghi nhận có tại đảo Okinawa trong quần đảo Lưu Cầu.